# 가미노마촌
가미노마촌(上野間村)은 일본 아이치현 지타군에 설치되었던 촌이다. 현재의 미하마정의 북서부에 해당한다.